# Loud as F@*k
Loud as F@*k es una caja recopilatoria de la banda de heavy metal Mötley Crüe. Este incluye 40 de los más grandes éxitos de Mötley Crüe con versiones remasterizadas y con 10 videos promocionales. Además, fue desarrollada con la ayuda del exeditor de Kerrang! Dante Bonutto y el bajista de Mötley Crüe Nikki Sixx.

## Lista de canciones

### Disco 1
1. "Wild Side"--4:40
2. "Too Fast for Love"--4:11
3. "Shout at the Devil"--3:16
4. "A Rat Like Me"--4:13
5. "Primal Scream"--4:46
6. "Let Us Prey"--4:22
7. "Dancing on Glass"--4:18
8. "Bitter Pill"--4:27
9. "Dr. Feelgood"--4:50
10. "You're All I Need"--4:43
11. "Piece of Your Action"--4:40
12. "Red Hot"--3:21
13. "Find Myself"--2:51
14. "Hell on High Heels"--4:15
15. "Tonight (We Need A Lover)"--3:37
16. "Poison Apples"--3:40
17. "Don't Go Away Mad (Just Go Away)"--4:40
18. "Starry Eyes"--4:30
19. "Danger"--3:51

### Disco 2
1. "Kickstart My Heart"--4:48
2. "Looks That Kill"--4:07
3. "Louder Than Hell"--2:32
4. "Take Me to the Top"--3:46
5. "Girls, Girls, Girls"--4:30
6. "Afraid"--4:07
7. "Hooligan's Holiday"--5:51
8. "Knock 'Em Dead, Kid"--3:40
9. "Slice of Your Pie"--4:32
10. "Merry-Go-Round"--3:27
11. "All in the Name Of...."--3:39
12. "Too Young to Fall in Love"--3:34
13. "Glitter"--5:00
14. "Smokin' in the Boys Room"--3:27
15. "Punched in the Teeth by Love"--3:32
16. "Beauty"--3:47
17. "Live Wire"--3:16
18. "Same Ol' Situation (S.O.S.)"--4:12
19. "Home Sweet Home"--3:59

### Disco 3
1. "Live Wire" (DVD)
2. "Looks That Kill" (DVD)
3. "Home Sweet Home" (DVD)
4. "Wild Side" (DVD)
5. "Girls, Girls, Girls" (DVD)
6. "Dr. Feelgood" (DVD)
7. "Same Ol' Situation (S.O.S.)" (DVD)
8. "Hooligan's Holiday" (DVD)
9. "Primal Scream" (DVD)
10. "Hell On High Heels" (DVD)